# Nguyên tản

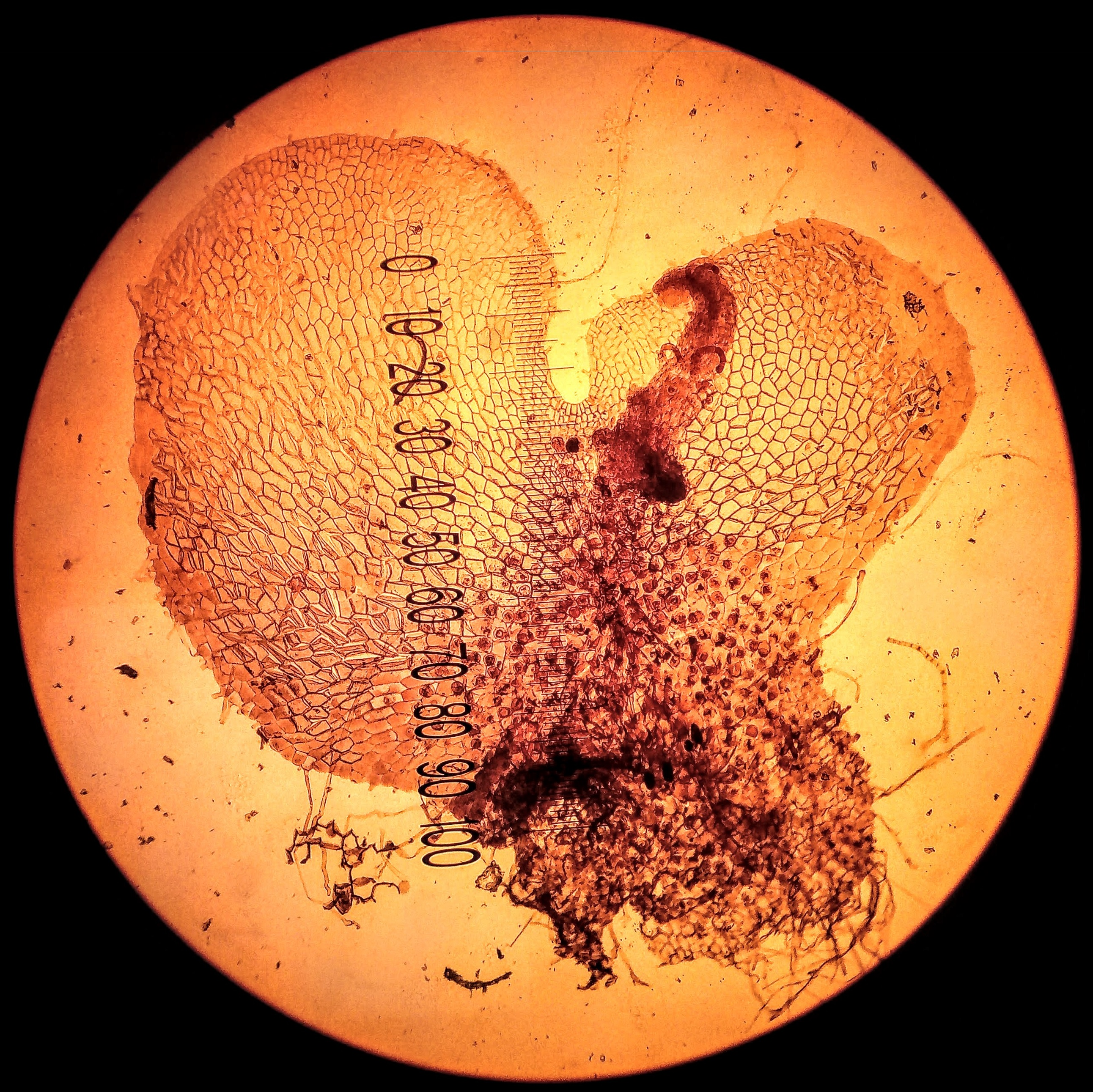
Nguyên tản của loài Polypodium vulgare được quan sát dưới kính hiển vi quang học.

Nguyên tản là thể giao tử của dương xỉ và các loài quyết khác. Thuật ngữ này đôi khi cũng được sử dụng để chỉ thể bào tử non của rêu sừng hoặc chi Rêu nước.
Nguyên tản nảy mầm và phát triển từ một bào tử. Nó là một cấu trúc hình trái tim kín đáo, tồn tại trong thời gian ngắn và chỉ dài 2–5mm, với nhiều rễ giả mọc ở dưới. Nó chứa hai cơ quan sinh dục là túi đực và túi noãn (cái). Hình dáng của nguyên tản khác nhau tùy theo loài. Một số có màu xanh và có thể quang hợp trong khi số khác lại không màu, nằm trong lòng đất và dinh dưỡng hoại sinh.

## Sự luân phiên thế hệ

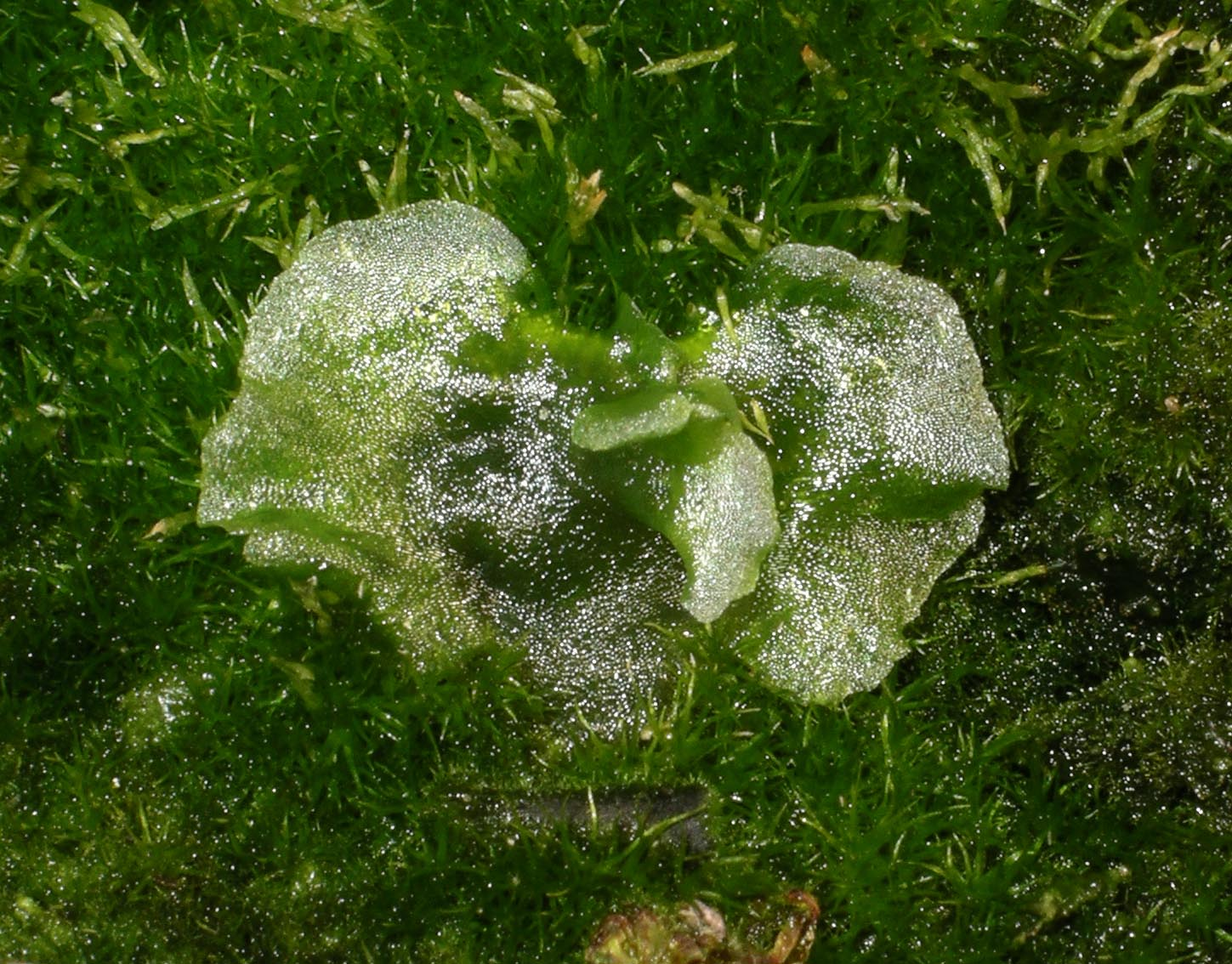
Nguyên tản của loài Dicksonia antarctica

Cũng như tất cả thực vật khác, thực vật mang bào tử trải qua sự luân phiên thế hệ. Một thể bào tử trưởng thành (cây dương xỉ) sẽ giảm phân tạo ra các giao tử có hệ gen độc nhất, chứa trong các túi bào tử. Bào tử đơn bội này rớt khỏi thể bào tử và nguyên phân để nảy mầm (trong điều kiện môi trường phù hợp) tạo thành thể giao tử (nguyên tản). Nguyên tản phát triển độc lập trong vài tuần; mọc ra túi cái và túi đực là các cơ quan sinh dục có khả năng sản xuất trứng và tinh trùng. Tinh trùng của nguyên tản có đuôi và có thể bơi đến noãn để thụ tinh, tạo nên một hợp tử lưỡng bội; hợp tử này nguyên phân thành cơ thể đa bào gọi là thể bào tử. Trong giai đoạn đầu của sự phát triển, thể bào tử mọc ra từ nguyên tản và phụ thuộc vào nguyên tản để lấy nước và dinh dưỡng. Sau này, thể bào tử phát triển thành một cây dương xỉ trưởng thành, độc lập và có khả năng tạo bào tử để nảy mầm thành những nguyên tản mới. Chu kì cứ thế lặp lại.

## Ý nghĩa lí luận của sự luân phiên thế hệ
Người ta cho rằng sự luân phiên thế hệ mang lại lợi ích tiến hóa quan trọng cho các loài quyết. Bằng cách cho thể đơn bội trở thành một sinh vật đa bào thực thụ (thể giao tử), thay vì chỉ để nó ở dạng giao tử, tất cả những alen trong bộ đơn bội đều thể hiện ra (vì chỉ có một alen ở mỗi gen nên chúng không bị át chế bởi alen trội hơn).
Điều này khiến tất cả những đột biến gây chết hay có hại sẽ trực tiếp biểu hiện ra, làm cho thể giao tử chết; gen đột biến nhờ vậy mà không truyền được sang đời sau, giữ cho vốn gen của quần thể được khỏe mạnh. Thêm vào đó, khi những tế bào của thể giao tử cạnh tranh với nhau, những dòng tế bào có đột biến xôma sẽ bị giảm sức mạnh và giảm tính cạnh tranh, từ đó chặn được một dòng tế bào không tốt khỏi sinh sản.

## Trong địa y học
Trong ngành địa y học, nguyên tản được dùng để chỉ vùng của tản địa y chỉ có nấm mà không có tảo. Vùng này thường có màu trắng, nâu hoặc đen. Đối với các loài địa y hình vảy, nguyên tản thường xuất hiện giữa các khe nứt và trên rìa của các tản nhỏ, đang phát triển. Ở địa y phễu, nguyên tản có thể cung cấp một kiểu sinh sản sinh dưỡng và có vai trò trong việc ổn định điều kiện đất. Trong một số loài, đơn cử như Coenogonium, sự xuất hiện của nguyên tản là một đặc tính quan trọng giúp nhận biết và phân loại loài.